# Інвернесс (Міссісіпі)
Інвернесс (англ. Inverness) — місто (англ. town) в США, в окрузі Санфлауер штату Міссісіпі. Населення — 868 осіб (2020).

## Географія
Інвернесс розташований за координатами 33°21′15″ пн. ш. 90°35′28″ зх. д. / 33.35417° пн. ш. 90.59111° зх. д. (33.354229, -90.591192).  За даними Бюро перепису населення США в 2010 році місто мало площу 3,73 км², уся площа — суходіл.

## Демографія
Згідно з переписом 2010 року, у місті мешкало 1019 осіб у 391 домогосподарстві у складі 264 родин. Густота населення становила 273 особи/км².  Було 416 помешкань (112/км²).
Расовий склад населення:
| - 50,7 % — чорних або афроамериканців - 48,1 % — білих - 0,8 % — азіатів - 0,2 % — корінних американців |

До двох чи більше рас належало 0,2 %. Частка іспаномовних становила 0,7 % від усіх жителів.
За віковим діапазоном населення розподілялося таким чином: 26,9 % — особи молодші 18 років, 57,7 % — особи у віці 18—64 років, 15,4 % — особи у віці 65 років та старші. Медіана віку мешканця становила 37,0 року. На 100 осіб жіночої статі у місті припадало 84,3 чоловіків;  на 100 жінок у віці від 18 років та старших — 81,3 чоловіків також старших 18 років.
Середній дохід на одне домашнє господарство  становив 48 855 доларів США (медіана — 30 250), а середній дохід на одну сім'ю — 55 770 доларів (медіана — 43 194). За межею бідності перебувало 32,3 % осіб, у тому числі 49,5 % дітей у віці до 18 років та 23,1 % осіб у віці 65 років та старших.
Цивільне працевлаштоване населення становило 309 осіб. Основні галузі зайнятості: освіта, охорона здоров'я та соціальна допомога — 31,4 %, будівництво — 12,9 %, виробництво — 9,7 %, сільське господарство, лісництво, риболовля — 8,7 %.